# Ambrysus
Ambrysus is een geslacht van wantsen uit de familie van de Naucoridae (Zwemwantsen). Het geslacht werd voor het eerst wetenschappelijk beschreven door Carl Stål in 1862.

## Soorten
Het genus bevat de volgende soorten:

- Ambrysus abortus La Rivers, 1953
- Ambrysus acutangulus Montandon, 1897
- Ambrysus amargosus La Rivers, 1953
- Ambrysus angularis La Rivers, 1953
- Ambrysus arizonus La Rivers, 1951
- Ambrysus attenuatus Montandon, 1897
- Ambrysus ayoyolin Reynoso & Sites, 2016
- Ambrysus bergi Montandon, 1897
- Ambrysus bifidus La Rivers & Nieser, 1972
- Ambrysus bispinus La Rivers, 1953
- Ambrysus bowlesi Reynoso & Sites, 2016
- Ambrysus brunneus Sites, 2015
- Ambrysus buenoi Usinger, 1946
- Ambrysus californicus Montandon, 1897
- Ambrysus calilegua López Ruf, 2007
- Ambrysus cayo Sites & Shepard, 2015
- Ambrysus chinanteco Reynoso & Sites, 2018
- Ambrysus colimanus J. Polhemus & D. Polhemus, 1981
- Ambrysus colombicus Montandon, 1909
- Ambrysus contrerasi Reynoso & Sites, 2016
- Ambrysus convexus Usinger, 1946
- Ambrysus cosmius La Rivers, 1953
- Ambrysus crenulatus Montandon, 1897
- Ambrysus drakei La Rivers, 1957
- Ambrysus fossatus Usinger, 1946
- Ambrysus fraternus Montandon, 1897
- Ambrysus fucatus Berg, 1879
- Ambrysus fuscus Usinger, 1946
- Ambrysus gemignanii De Carlo, 1950
- Ambrysus guttatipennis Stål, 1876
- Ambrysus harmodius La Rivers, 1962
- Ambrysus horvathi Montandon, 1909
- Ambrysus hungerfordi Usinger, 1946
- Ambrysus hybridus Montandon, 1897
- Ambrysus hydor La Rivers, 1953
- Ambrysus inflatus La Rivers, 1953
- Ambrysus itsipatsari Reynoso & Sites, 2016
- Ambrysus kolla López Ruf, 2004
- Ambrysus lariversi Reynoso & Sites, 2016
- Ambrysus lattini La Rivers, 1976
- Ambrysus lunatus Usinger, 1946
- Ambrysus lundbladi Usinger, 1946
- Ambrysus magniceps La Rivers, 1953
- Ambrysus maya Sites & Reynoso, 2015
- Ambrysus melanopterus Stål, 1862
- Ambrysus mexicanus Montandon, 1897
- Ambrysus mormon Montandon, 1909
- Ambrysus noveloi Reynoso & Sites, 2016
- Ambrysus oblongulus Montandon, 1897
- Ambrysus obscuratus Montandon, 1898
- Ambrysus occidentalis La Rivers, 1951
- Ambrysus ochraceus Montandon, 1909
- Ambrysus partridgei De Carlo, 1968
- Ambrysus parviceps Montandon, 1897
- Ambrysus peruvianus Montandon, 1909
- Ambrysus plautus J. Polhemus & D. Polhemus, 1983
- Ambrysus portheo La Rivers, 1953
- Ambrysus pudicus Stål, 1862
- Ambrysus pulchellus Montandon, 1897
- Ambrysus puncticollis Stål, 1876
- Ambrysus quadracies La Rivers, 1976
- Ambrysus relictus Polhemus & Polhemus, 1994
- Ambrysus rotundus La Rivers, 1962
- Ambrysus scalenus La Rivers, 1953
- Ambrysus scolius La Rivers, 1970
- Ambrysus shorti Sites, 2015
- Ambrysus signoreti Stål, 1862
- Ambrysus siolii De Carlo, 1966
- Ambrysus sonorensis Usinger, 1946
- Ambrysus spicatus La Rivers, 1953
- Ambrysus spiculus J. Polhemus & D. Polhemus, 1981
- Ambrysus stali La Rivers, 1962
- Ambrysus thermarum La Rivers, 1953
- Ambrysus tricuspis La Rivers, 1974
- Ambrysus triunfo La Rivers, 1953
- Ambrysus ultimus La Rivers, 1976
- Ambrysus vanduzeei Usinger, 1946
- Ambrysus variegatus Usinger, 1946
- Ambrysus veracruzanus Reynoso & Sites, 2016
- Ambrysus wichi López Ruf, 2013
- Ambrysus woodburyi Usinger, 1946

Subgenus Acyttarsus La Rivers, 1965
- Ambrysus funebris La Rivers, 1949

Subgenus Melloiella De Carlo, 1935
- Ambrysus lamprus Nieser, Pelli & Melo, 1999
- Ambrysus truncaticollis (De Carlo, 1935)

Subgenus Picrops La Rivers, 1952
- Ambrysus usingeri La Rivers, 1952
- Picrops tuberculatus Sites, Rodrigues & Reynoso, 2017

Subgenus Syncollis La Rivers, 1965
- Ambrysus baeus J. Polhemus & D. Polhemus, 1981
- Ambrysus chiapanecus Reynoso, Sites & Novelo, 2016
- Ambrysus circumcinctus Montandon, 1910
- Ambrysus geayi Montandon, 1897
- Ambrysus planus La Rivers, 1951
- Ambrysus pygmaeus La Rivers, 1953
- Ambrysus teutonius La Rivers, 1951
- Ambrysus totonacus Reynoso, Sites & Novelo, 2016
- Ambrysus xico Reynoso, Sites & Novelo, 2016